# Filiolus elkantarae
Filiolus elkantarae là một loài ruồi trong họ Asilidae. Filiolus elkantarae được Becker miêu tả năm 1907.